# Oleksandropil, Sînelnîkove
Oleksandropil (în ucraineană Олександропіль) este un sat în comuna Varvarivka din raionul Sînelnîkove, regiunea Dnipropetrovsk, Ucraina.

## Demografie
Componența lingvistică a localității Oleksandropil
     Ucraineană (87,5%)
     Rusă (12,5%)
Conform recensământului din 2001, majoritatea populației localității Oleksandropil era vorbitoare de ucraineană (87,5%), existând în minoritate și vorbitori de rusă (12,5%).